# Sandi Ogrinec
Sandi Ogrinec, slovenski nogometaš, * 5. junij 1998.
Ogrinec je profesionalni nogometaš, ki igra na položaju vezista. Od leta 2024 je član bosansko-hercegovskega kluba Borac Banja Luka. Ped tem je igral za slovenske klube Maribor, Krško in Bravo ter avstrijski WSG Tirol. Skupno je v prvi slovenski ligi odigral 105 tekem in dosegel sedem golov. Z Mariborom je osvojil naslov slovenskega državnega prvaka v sezoni 2016/17. Bil je tudi član slovenske reprezentance do 16, 17, 18, 19 in 21 let.